# Fort George (Guernsey)
Fort George ist die Ruine eines Forts in Saint Peter Port auf der Kanalinsel Guernsey. Das Fort wurde als militärisches Hauptquartier auf der Insel errichtet und diente dem Schutz der Kasernen für die Garnison der British Army. Es übernahm die Aufgaben von Castle Cornet.
Das Fort war im englisch-französischen Krieg 1778–1783 geplant. Der Bau begann 1780 und wurde 1812 abgeschlossen. Es wurde gebaut, um die zusätzlichen Truppen aufzunehmen, die auf der Insel in Erwartung einer französischen Invasion, wie sie 1779 in Jersey versucht und im Januar 1781 durchgeführt wurde, stationiert wurden.

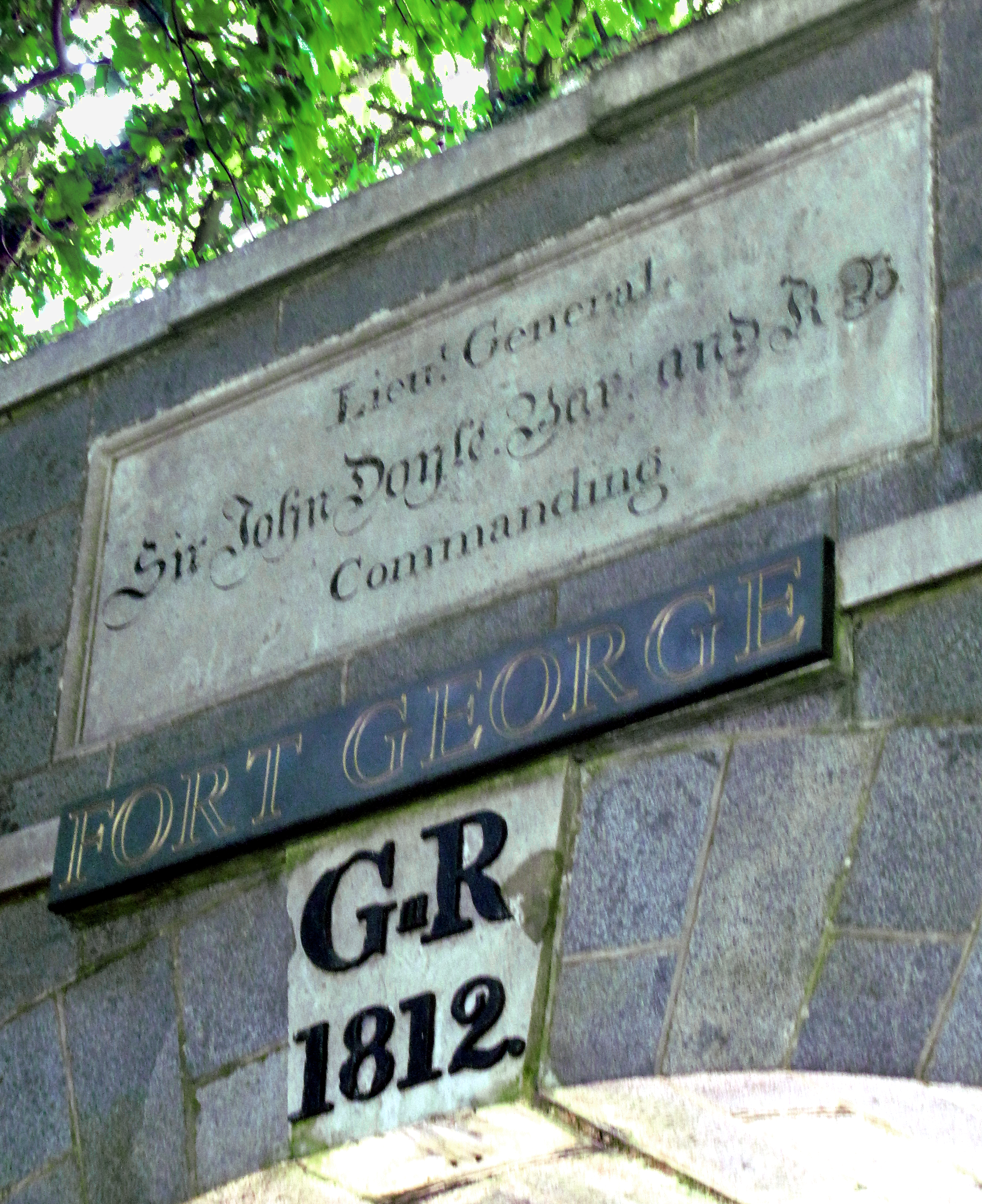
Tafeln über dem Eingang zu Fort George

## Geschichte
Das Gelände, auf dem das Fort errichtet wurde, war vorher mit hervorragenden Getreidefeldern bedeckt, aber als nach dem Beginn des amerikanischen Unabhängigkeitskrieges 1½ Regimenter zur Verteidigung auf die Insel verlegt wurden, wurde es bereits vor dem Bau des heutigen Forts vom Militär genutzt. In den Jahren 1775 und 1776 dezimierte eine Epidemie unter den Highland-Soldaten auf dem Gelände des Forts die Einheit und die Krankheit breitete sich auch unter der Zivilbevölkerung in den benachbarten Gemeinden aus. Das alte Fort war in schlechtem Zustand und General Charles Grey, 1. Earl Grey, 1797–1807 Gouverneur von Guernsey, hatte Schwierigkeiten, die Insel zu überzeugen, ihre Verteidigungsanlagen auszubauen. 1798 ordnete er in seiner Verzweiflung an, das teilweise fertiggestellte Fort zu zerstören, damit es möglichen Invasoren nicht als sicherer Hafen dienen könnte. Es wurde aber nicht zerstört, sondern die Bauarbeiten gingen weiter.
Fort George wurde als sternförmiges Fort geplant, dessen Umriss mit Bastionen versehen war. Es war mit einer gesonderten Redoute, Fort Irwin, verbunden. Zur Seeseite hin baute man die Clarence Battery.
Am 27. März 1783 meuterten 500 reguläre Soldaten auf Guernsey, hauptsächlich irische Soldaten, die kürzlich das 104. Regiment gebildet hatten und sich im Winterquartier auf Fort George befanden. Dies wurde möglicherweise von einigen entlassenen Männern des kürzlich aufgelösten 83. Regiments verursacht, die gerade geschickt worden waren, sich dem 104. Regiment auf der Insel anzuschließen. Die Soldaten forderten, dass die Tore des Forts offen gelassen würden, sodass sie kommen und gehen könnten, wie es ihnen beliebte. Obwohl man sich darauf einigte, feuerten die Soldaten im Fort einige Tage später auf ihre Offiziere und zwangen sie, sich von dem Fort zurückzuziehen. Sowohl das 18. Regiment (Royal Irish) als auch die königliche Miliz von Guernsey wurden gegen sie mit sechs Kanonen eingesetzt. Geschosssalven wurden auf die Rebellen abgefeuert, bis sie sich ergaben. Die Regierung von Guernsey dankte dem 18. Regiment und der Miliz öffentlich und ließ ihnen 100 Guinees Belohnung zukommen. Zwei Männer wurden verwundet, 36 Rädelsführer eingesperrt und das 104. Regiment aufgelöst.

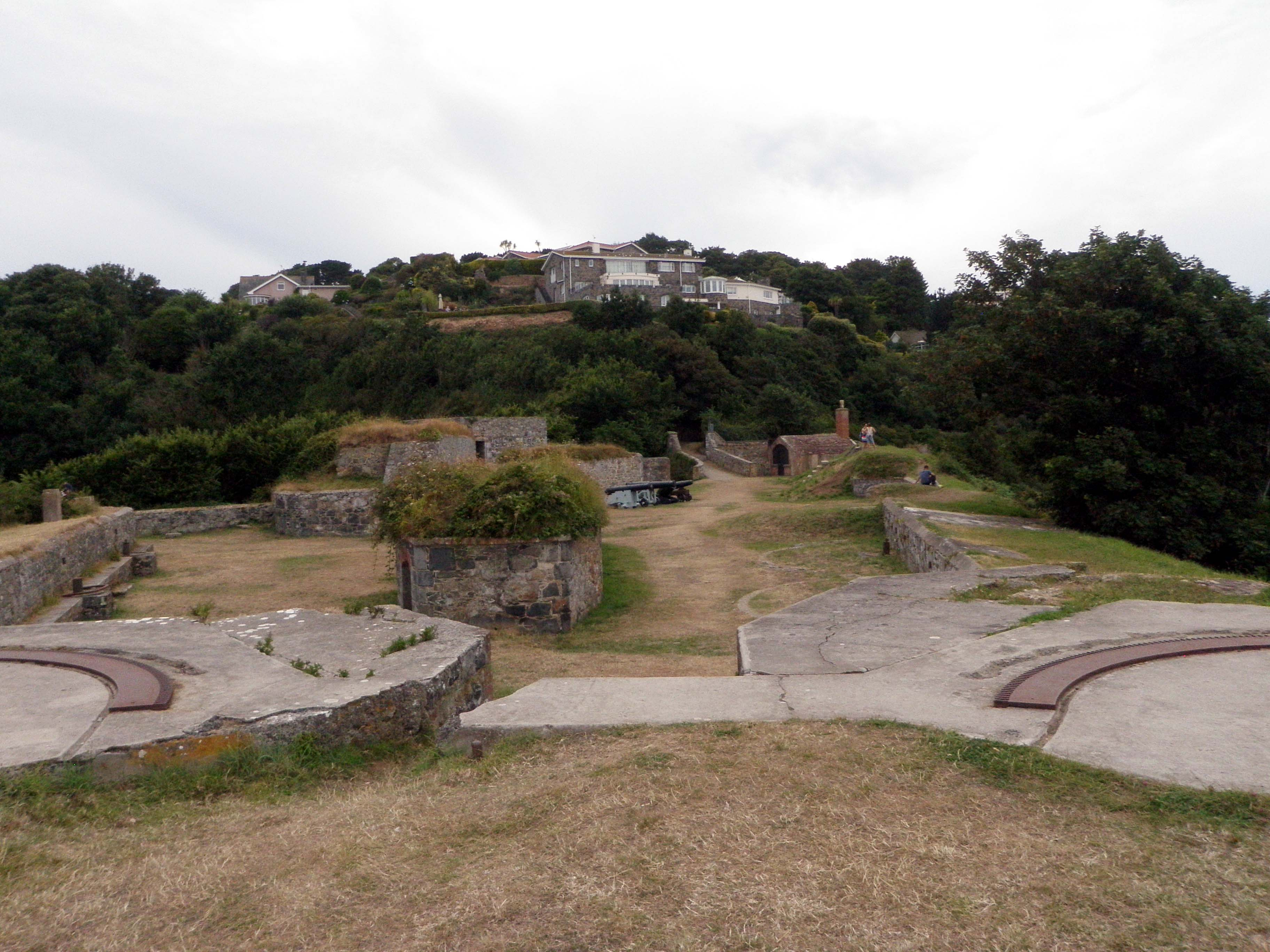
Ansicht von Fort George von der erhaltenen Clarence Battery aus. Luxuriöse Häuser, von denen man einige oberhalb der Batterie sieht, haben den größten Teil des alten Forts ersetzt.

Von 1794 bis 1819 war eine Kompanie eines Versehrtenbataillons der Royal Artillery auf Fort George stationiert. Das Duellieren war in Guernsey verboten, fand aber dennoch statt. Eines der bekanntesten Duelle fand 1795 zwischen zwei im Fort stationierten Offizieren in der L’Hyvreuse Avenue in St Peter Port statt, wobei Major Byng vom 92. Regiment (Gordon Highlanders) starb, nachdem er den Regimentsarzt zum Ehrenhändel gefordert hatte, weil dieser bei der Nationalhymne nicht aufgestanden war. Bevor die Kasernen im Fort errichtet wurden, wurden Inselbewohner requiriert, um Soldaten, die nicht in Castle Cornet untergebracht werden konnten, einzuquartieren. Jede Gemeinde hatte ihre Quote und, wenn die Soldaten in öffentlichen Gebäuden oder Privatwohnungen untergebracht waren, musste sie für die Kosten aufkommen.
Generalleutnant John Doyle wurde 1803 zum Lieutenant Governor von Guernsey und Kommandeur aller Truppen auf Guernsey ernannt. Nachdem er 1804 den Notstand ausgerufen hatte, ließ er viele Arbeiten zur Erhöhung der Verteidigungsbereitschaft der Insel ausführen, z. B. die Trockenlegung des Braye du Valle, die Erneuerung etlicher Straßen nach dem militärischen Standard und den Bau von Forts und Batterien an der ganzen Inselküste. Der Bau von Fort George schritt schneller voran, als Lieutenant Colonel John Mackelcan (angeblich der uneheliche Sohn von König Georg III. und Hannah Lightfoot) 1803 zum Kommandeur der Royal Engineers im Fort befördert wurde. 1812 wurde das Fort fertiggestellt und Generalleutnant John Doyle wurde sein Kommandeur.
Die Familien der im Fort stationierten Soldaten wohnten üblicherweise in St Peter Port. 1832 skizzierte William Turner das Fort. Der letzte Delinquent, der im Jahre 1853 auf Guernsey wegen Mordes hingerichtet wurde, ein gewisser ‚‘John Tapner‘‘, arbeitete als Angestellter in der Ingenieurabteilung von Fort George. Das Fort zog dubiose Aktivitäten an: „Maisons de Debauche“ wurden in der Nähe etabliert. Sie wurden so sehr zum Problem, dass 1895 ein Gesetz erlassen wurde, um ihre Aktivitäten zu beschränken; dies war nicht ausreichend und so wurde 1912 ein weiteres Gesetz erlassen, das es erlaubte, die „Damen“ auf Krankheiten zu untersuchen, sie in ein Krankenhaus einzuweisen, falls notwendig, und ausländische „Damen“ zu deportieren, wenn sie als „dangereuses pour la santé publique“ (dt.: gefährlich für die öffentliche Gesundheit) eingestuft wurden.
Die Royal Guernsey Light Infantry trainierte auf Fort George, bevor das 1. Bataillon am 1. Juni 1917 an die Westfront verlegt wurde. Das 2. Bataillon blieb auf dem Fort als Trainingsbataillon.
Im Zweiten Weltkrieg wurde das Fort von deutschen Truppen eingenommen, die es in „Stützpunkt Georgefest“ umbenannten und eine Reihe von Geschützplattformen und eine Radar-Frühwarnstation der Deutschen Luftwaffe mit zwei Funkmessgeräten Freya und zwei riesigen Funkmessgeräten Würzburg Riese bauten. Versuche der Alliierten, diese Radarstation vor der Landung in der Normandie im Juni 1944 zu bombardieren, führten nicht zum Erfolg; am 2. und am 5. Juni wurden alliierte Flugzeuge abgeschossen. Nicht explodierte Bomben kommen gelegentlich ans Tageslicht.
Die States of Guernsey kauften das Land 1958 von der britischen Krone. 1967 wurde dieses Land an einen Bauträger, „Fort George Development“, mit dem Ziel verkauft, dort 120 Luxushäuser zwischen den festeren militärischen Gebäuden zu errichten; die Hauptkasernengebäude sollten abgerissen werden. Einsprüche gegen die geplante Bebauung wurden zurückgewiesen, obwohl 21 Prozent der Bevölkerung eine Petition gegen diese Bauarbeiten unterzeichnet hatten.

## Beschreibung

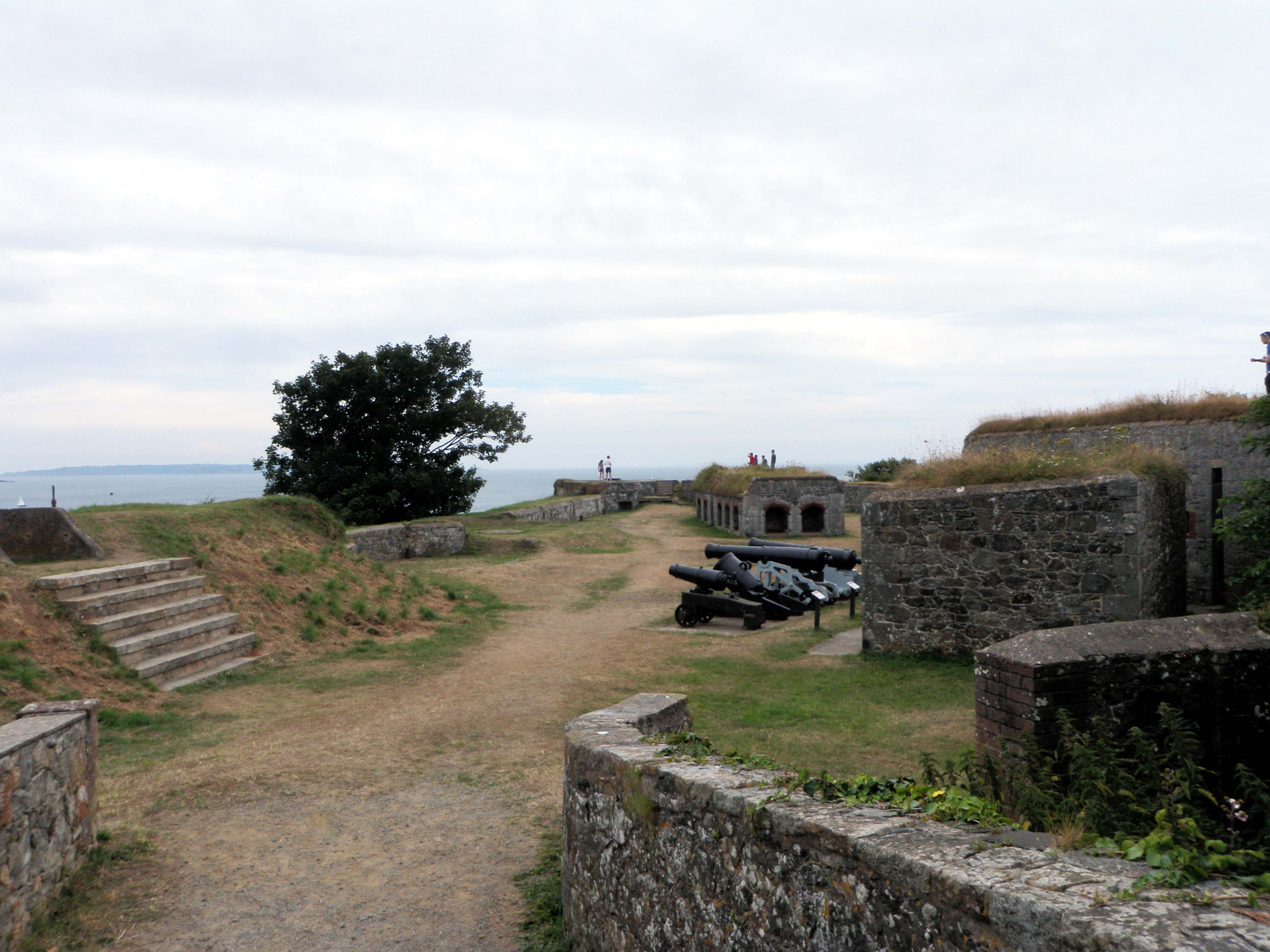
Clarence Battery auf Fort George

### Haupttor
Der Hauptzugang zum Fort führt durch einen imposanten Torweg, in dem immer noch die ursprünglichen, hölzernen Torflügel angebracht sind. Hinter dem Tor gab es früher einen Graben und eine Zugbrücke, die eine zweite Verteidigungslinie bildeten.
Eine Tafel über dem Tor bezieht sich auf Major-General Sir John Doyle, Bt., GCB, KC und Lieutenant Govenor of Guernsey von 1803 bis 1816 und Kommandierender Offizier im Jahre 1812.

### Bewaffnung
1833 war das Fort mit 34 Kanonen, einer Karronade und vier Mörsern ausgestattet. Unterstützt wurde es von etlichen, nahegelegenen, starken Batterien. In der Waffenkammer lagerten Spieße, Musketen und Schwerter.

### Clarence Battery
Als diese Batterie 1780 gebaut wurde, hieß sie „Terres Point Battery“, wurde aber 1815 zu Ehren des dritten Sohnes von König Georg III., Prinz Wilhelm, Duke of Clarence, umbenannt. Zehn Kanonen ermöglichten der Batterie, in zwei verschiedene Richtungen zu feuern; ein Magazin und ein Wachraum wurden ebenfalls errichtet. Die ursprünglichen Kanonen wurden später durch 5”-Kanonen ersetzt, und während der Besatzung wurde eine 3,7-cm-Flak installiert.

### Friedhof
Ein Militärfriedhof wurde angelegt, auf dem britische Soldaten und Seeleute aus dem 19. und 20. Jahrhundert beerdigt wurden. Dies ist auch die letzte Ruhestätte von 111 deutschen Soldaten und Seeleuten. Der Friedhof gehört dem Kriegsministerium und enthält Gräber aus beiden Weltkriegen. Die Commonwealth War Graves Commission führt alle 136 Militärgräber auf dem Friedhof auf, egal, welcher Nationalität die dort Beerdigten waren.
Der Kaplan der Garnison von Fort George fertigte ein Register aller Taufen und Begräbnisse in den Jahren 1794–1810 an, das heute in den Archiven der Insel zu finden ist.

## Zugang und derzeitige Nutzung
Das Gelände des Forts ist öffentlich zugänglich, aber der größte Teil des Geländes befindet sich heute in privater Hand. Der Großteil der kleineren Bauten wurde abgerissen und der Rest wurde in Häuser integriert. Das ursprüngliche Haupttor ist vollständig erhalten und bildet die Zufahrt zu dem Gelände. Am Belvedere Field und am Friedhof gibt es Parkmöglichkeiten.
Von den Valette-Badeplätzen kann man bis zum Aquarium laufen, das in einem Tunnel unter dem Fort eingebaut ist. Dann kann man über die Stufen bis zur Clarence Battery hinaufklettern, von wo aus man Zugang zum Fort und zum Friedhof hat.
Die Hauptstraße von St Peter Port zum Fort ist die Le Val des Terres; sie wurde 1935 König Eduard VIII., Le Prince des Galles, eröffnet. Davor verlief die Zufahrt über die George Road.